# Гаплогруппа T2c2 (мтДНК)
Гаплогруппа T2c2 — гаплогруппа митохондриальной ДНК человека.

## Субклады
- T2c2
  - T2c2a
  -  T2c2b

## Палеогенетика

### Неолит
Тепе Абдул-Хосейн
- AH4 | 10035 __ Нурабад (шахрестан), Лурестан, Иран __ 8201-7751 calBCE (8832±41 BP, MAMS-25473) __ Ж __ T2c > T2c2*.[1]

### Халколит
Вучедольская культура
- I2792 | GEN64 __ Vucedol Tell __ Вуковар, Вуковарско-Сриемска, Хорватия __ 2872-2582 calBCE (4130±35 BP, Poz-90126) __ М __ G2a2a1a2a (PF3237) # T2c2.[2]

## Публикации
2016
- Broushaki F, Thomas MG, Link V; et al. (Июль 2016). Early Neolithic genomes from the eastern Fertile Crescent. Science. 353 (6298): 499–503. doi:10.1126/science.aaf7943. PMC 5113750. PMID 27417496. {{cite journal}}: Явное указание et al. в: |author= (справка)Википедия:Обслуживание CS1 (множественные имена: authors list) (ссылка)

2018
- Mathieson I, Alpaslan-Roodenberg S, Posth C; et al. (Март 2018). The genomic history of southeastern Europe. Nature. 555 (7695): 197–203. doi:10.1038/nature25778. PMC 6091220. PMID 29466330. {{cite journal}}: Явное указание et al. в: |author= (справка)Википедия:Обслуживание CS1 (множественные имена: authors list) (ссылка)